# З ранку до ночі (альбом)
«З ранку до ночі» — дебютний студійний альбом Олександра Пономарьова, виданий у 1996 році компанією Interkrass Records.

## Опис альбому
Альбом «З ранку до ночі» було записано з 1994 по 1996 роки. Окрім власне Олександра Пономарьова, над ним працювали продюсери Євген Ступка та Олександр Ксенофонтов, які надалі працюватимуть з «Океаном Ельзи» та Русланою. Платівка зробила Пономарьова відомим на всю країну, а однойменна композиція часто транслювалась по телебаченню. Пізніше саме на честь цього альбому було названо продюсерський центр Олександра Пономарьова. 
У 2006 році альбом був перевиданий лейблом Artur-Music.
Загальноукраїнський суспільний канал UA: Культура відніс пісню та альбом «З ранку до ночі» до тридцяти знакових пісень української незалежності. На сайті Еспресо TV платівку назвали одним з найголовніших альбомів 1996 року.

## Композиції
- З ранку до ночі
- Відкриваю очі
- Сірооке кохання
- Тільки раз цвіте любов
- Реквієм
- 198 000 раз
- Вогонь
- Казочка
- Романс
- Зіронька

Музика, слова та аранжування Олександра Пономарьова, за винятком:
- Музика: А.Шусть (2,3), В. Івасюк (4)
- Слова: Д. Загул (2), І. Присяжнюк (3), Б. Стельмах (4), А. Нижніков (5), В. Цибулько (7), М. Вінграновський (8), Л. Костенко (9)

## Над альбомом працювали
- Аранжування: Є.Ступка (1,9,10) А.Шусть (2,3) О.Ксенофонтов (5)
- Звукорежисер: О.Ступка
- Записано: A&S Records (м. Хмельницький); «Комора» (м. Київ) у 1994-96 роках
- Імідж-дизайн: Т.Бондаренко, Н.Кудрявцева, О.Залевський
- Фото: О.Глухов
- Ідея та концепція альбому: «ІНТЕРКРАС-ШОУ»
- Дизайн та друк обкладинки: Віктор Кулішенко, видавництво «Сувій»